# Herb Jana Pawła II
Herb Jana Pawła II – oficjalny herb Stolicy Apostolskiej w czasie pontyfikatu Jana Pawła II.

## Opis
W błękitnym polu tarczy herbowej, w kształcie zbliżonym do tarczy typu angielskiego, znajduje się krzyż złoty łaciński, stykający się z krawędzią tarczy jak w przypadku figury zaszczytnej,  przesunięty w prawo. Krzyż pełni funkcję uniwersalnego znaku ofiary, zmartwychwstania i zbawienia. Pod poprzeczną belką krzyża, po lewej (heraldycznie) stronie, złota litera M, symbolizująca Maryję stojącą pod krzyżem. Świadczyła o wielkim oddaniu Jana Pawła II Matce Bożej, duchowości zawierzenia wyrażonej w papieskiej dewizie Totus Tuus.
Tarczę wieńczy tiara z czerwonymi infułami wykończonymi złotą frędzlą i ozdobionymi na swoich rozłożonych na boki końcach złotymi krzyżami. Trzy korony tiary symbolizują potrójne posłannictwo papieża: jako pasterza Kościoła, nauczyciela wiary i sędziego w sprawach duchowych. 
Panoplium tworzą symbole Stolicy Apostolskiej – skrzyżowane w skos dwa klucze, złoty i srebrny, skierowane piórami ku górze, przepasane czerwonym cingulum. Są symbolem władzy św. Piotra i jego następców; złoty klucz symbolizuje władzę duchową, srebrny  władzę doczesną na ziemi, ich przeplatanie i powiązanie sznurem wskazuje na związek między tymi dwoma aspektami władzy. Odnoszą się do obietnicy Jezusa danej św. Piotrowi: „Tobie dam klucze królestwa niebieskiego; cokolwiek zwiążesz na ziemi, będzie związane w niebie, cokolwiek rozwiążesz na ziemi, będzie rozwiązane w niebie". 

## Historia

Herb Karola Wojtyły jako arcybiskupa krakowskiego

Autorem herbu papieskiego Jana Pawła II był ks. Bruno Bernard Heim. Herb papieża nawiązuje do herbu kardynalskiego Karola Wojtyły. Pierwowzór poddano jednak rygorom stylizacji heraldycznej, w tym uwzględnieniu alternacji heraldycznej. Godło herbowe uzyskało więc barwę złotą w miejsce czarnej. Herb zyskał też stosowne dla herbu papieskiego oznaki przynależne godności urzędu – poprzez umieszczenie go na tle godła Stolicy Apostolskiej. Dewiza wybrana przez Jana Pawła II brzmiała Totus Tuus (Cały twój). Zgodnie jednak z zasadą konstrukcji stosowaną w herbach papieskich, dewiza ta nie była zamieszczana w herbie.